# 新月城 (伊利諾伊州)
新月城（英語：Crescent City）是位於美國伊利諾伊州易洛魁縣的一個村落。

## 地理
新月城的座標為40°46′12″N 87°51′32″W / 40.77000°N 87.85889°W，而該地最高點為海拔高度195米（即640英尺）。

## 人口
根據2010年美國人口普查的數據，新月城的面積為1.31平方千米，當中陸地面積為1.31平方千米，而水域面積為0.00平方千米。當地共有人口615人，而人口密度為每平方千米469人。